# جبل‌الطارق ۱
جبل‌الطارق ۱ (انگلیسی: Gibraltar 1)، نامی است که به یک جمجمه نئاندرتال، همچنین به عنوان «جمجمه جبل الطارق» شناخته می‌شود، که در معدن فوربس در جبل الطارق کشف شد. جمجمه توسط دبیر آن، ستوان ادموند هنری رنه فلینت، در ۳ مارس ۱۸۴۸ به انجمن علمی جبل الطارق ارائه شد. این کشف قبل از یافتن نمونه نوع نئاندرتال است.